# Così ti amo
Così ti amo è il primo album del gruppo musicale italiano I Califfi, pubblicato dall'etichetta discografica Ri-Fi nel 1969.

## Il disco
L'album è prodotto da Gianfranco Intra, che dirige l'orchestra e cura gli arrangiamenti di alcuni brani, mentre per altri il ruolo è svolto da Enrico Intra e Vince Tempera.
Il disco contiene le cover in italiano di alcune canzoni scritte originariamente in inglese, in particolare dai Bee Gees, come il brano omonimo dell'album, che era stato inciso dai fratelli Gibb con il titolo To Love Somebody.

## Tracce

### Lato A
1. Al mattino (F. Boldrini/M. Francesio)
2. Ma dove vai (M. Boldrini/G.F. Intra)
3. Il mio futuro (M. Boldrini/G.F. Intra)
4. Chiuso con tutti (Close Another Door) (G. Paoli/B. Gibb/R. Gibb/M. Gibb)
5. Parlano di te ''(F. Boldrini/G.F. Intra)
6. I pensieri di Davjack (F. Boldrini/Emerson/O'List)

### Lato B
1. Così ti amo (To Love Somebody) (F. Boldrini/B. Gibb/R. Gibb)
2. La fiera del perdono (Scarborough Fair) (F. Boldrini/P. Simon/A. Garfunkel)
3. Tutto quello (M. Boldrini/G.F. Intra)
4. Forse cambierà (When the Swallows Fly) (L. Giacotto/B. Gibb/R. Gibb/M. Gibb)
5. Marshall Jim 100 (G.F. Intra)